# Lamesa (Texas)
Lamesa település az Amerikai Egyesült Államok Texas államában, Dawson megyében, melynek megyeszékhelye is. Lakosainak száma 8674 fő (2020. április 1.).

## Népesség
A település népességének változása:

| 2010 | 9 422 |
| 2020 | 8 674 |